# Canton de Saint-Quentin
Le canton de Saint-Quentin est un ancien canton français situé dans le département de l'Aisne et la région Picardie.

## Histoire

### Révolution française

Carte du canton de Saint-Quentin en 1790.

Le canton est créé le 18 février 1790 sous la Révolution française.
Le canton est un canton uniquement urbain et comprenant une seule commune, celle de Saint-Quentin, qui est son chef-lieu. Il est une subdivision du district de Laon qui disparait le 5 Fructidor An III (22 août 1795).
Lors de la création des arrondissements par la loi du 28 pluviôse an VIII (17 février 1800), le canton de Laon est rattaché à l'arrondissement de Laon.

### 1801-1973
L'arrêté du 3 vendémiaire an X (25 septembre 1801) entraine un redécoupage du canton de Saint-Quentin qui est conservé et agrandi. Treize communes du canton de Fonsommes (Essigny-le-Petit, Fieulaine, Fonsommes, Fontaine-Notre-Dame, Harly, Homblières, Lesdins, Marcy, Mesnil-Saint-Laurent, Morcourt, Omissy, Remaucourt et Rouvroy) rejoignent le canton. Il comprend quatorze communes, à la suite de cette recomposition.
Par la loi du 4 janvier 1923, la commune de Gauchy intègre le canton après avoir été détachée du canton de Saint-Simon,. Le nombre de communes passe de 14 à 15 communes.
Par décret du 19 juillet 1952, Neuville-Saint-Amand, commune du canton de Moÿ-de-l'Aisne, est rattachée au canton de Saint-Quentin,. Il comprend 16 communes, à la suite de ce rattachement.

### Redécoupage de 1973
Le canton de Saint-Quentin est supprimé par décret du 23 juillet 1973 et son territoire est scindée en 3 cantons, celui de Saint-Quentin-Nord, celui de Saint-Quentin-Centre, et celui de Saint-Quentin-Sud. Ces trois nouveaux cantons disposent d'une fraction cantonale de la commune de Saint-Quentin. Essigny-le-Petit, Fieulaine, Fonsommes, Fontaine-Notre-Dame, Lesdins, Marcy, Morcourt, Omissy, Remaucourt et Rouvroy intègrent le canton de Saint-Quentin-Nord tandis que Gauchy, Harly, Homblières, Mesnil-Saint-Laurent et Neuville-Saint-Amand sont rattachées au canton de Saint-Quentin-Sud. Le canton de Saint-Quentin-Centre comprend uniquement une fraction cantonale de la commune de Saint-Quentin. Le canton de Saint-Quentin a porté le code canton 0228, repris par le canton de Saint-Quentin-Centre après la division de 1973,.

## Administration

### Conseillers généraux de l'ancien canton deSaint-Quentin(1833 à 1973)
| Période | Période      | Identité                                                         | Étiquette          | Qualité |
| ------- | ------------ | ---------------------------------------------------------------- | ------------------ | --- |
| 1833    | 1836 (décès) | Laurent Charles Emile Dollé Le Noir, dit Dollé-Arpin (1794-1836) |                    | Négociant à Saint-Quentin |
| 1837    | 1845         | Louis Henri Félix Le Serurier (1799-1880)                        |                    | Conseiller à la Cour d'Amiens puis à la Cour de cassation |
| 1845    | 1847         | Félix Dufour                                                     |                    | Négociant à Saint-Quentin |
| 1847    | 1848         | Charles Théodore Lemaire (1798-1868)                             |                    | Propriétaire, maire de Saint-Quentin (1844-1848) Nommé ensuite Préfet de la Meuse |
| 1848    | 1852         | Théophile Dufour                                                 | Républicain modéré | Propriétaire, marchand en gros à Saint-Quentin député (1848-1849) |
| 1852    | 1861         | Charles Namuroy                                                  |                    | Ancien Secrétaire général de la Préfecture de la Seine Avocat, maire de Saint-Quentin (1852-1861)                                                                                         |
| 1861    | 1864 (décès) | Louis Edouard Bernoville                                         |                    | Manufacturier à Saint-Quentin |
| 1864    | 1870         | Martin Desains                                                   |                    | Juge d'instruction au Tribunal de Saint-Quentin |
| 1870    | 1883 (décès) | Henri Martin                                                     | Républicain        | Historien, professeur d'histoire moderne à la Sorbonne Maire du XVIe arrondissement de Paris (1870-1871) Député (1871-1876) Sénateur (1876-1883) Président du Conseil Général (1880-1883) |
| 1883    | 1898         | Charles Désiré Mariolle-Pinguet,                                 | Républicain        | Ingénieur-constructeur et propriétaire Maire de Saint-Quentin (1871-1885 et 1896-1900) |
| 1898    | 1904         | Onésime Caulier                                                  | Socialiste         | Médecin Maire de Saint-Quentin (1900-1910) |
| 1904    | 1934         | Louis Ringuier                                                   | SFIO               | Ouvrier typographe et journaliste Député (1910-1924) |
| 1934    | 1940         | Arthur Robert                                                    | RG                 | Commerçant, adjoint au Maire de Saint-Quentin |
|         |              |                                                                  |                    | |
| 1943    | 1943         | Charles Desjardins                                               |                    | Avocat Maire de Remaucourt (1919-1944) Député (1919-1928 et 1945-1951) Sénateur (1929-1945) Nommé conseiller départemental en mars 1943                                                   |
| 1943    | 1945         | Fortuné Gathy                                                    |                    | Ouvrier retraité, conseiller municipal de Saint-Quentin Nommé conseiller départemental en 1943                                                                                            |
| 1943    | 1945         | Paul Vincent                                                     |                    | Maire de Gauchy Nommé conseiller départemental en 1943 Déclaré inéligible le 7 novembre 1944                                                                                              |
|         |              |                                                                  |                    | |
| 1945    | 1955         | Émile Pierret                                                    | PCF                | Chef d'équipe aux Postes et Télécommunications Maire de Saint-Quentin (1950-1953) |
| 1955    | 1960 (décès) | Georges Bachy                                                    | SFIO               | Médecin - Conseiller municipal de Saint-Quentin |
| 1960    | 1967         | Henriette Cabot-Baube                                            | UNR puis UDR       | Infirmière Conseillère municipale de Saint-Quentin (1944-1968) |
| 1967    | 1973         | Jacques Braconnier                                               | UDR                | Marchand de meubles Sénateur (1971-1998) Maire de Saint-Quentin (1966-1977) Elu en 1973 dans le Canton de Saint-Quentin-Nord                                                              |

### Conseillers d'arrondissement (de 1833 à 1940)
Le canton de Saint-Quentin avait deux conseillers d'arrondissement.
| Période                                  | Période      | Identité                          | Étiquette       | Qualité |
| ---------------------------------------- | ------------ | --------------------------------- | --------------- | --- |
| 1833                                     | 1839         | Noël Firmin Beaufrère-Guillaume   | Constitutionnel | Conseiller municipal de Saint-Quentin |
| 1833                                     | 1848         | Louis Doraison-Piot (1780-1858)   |                 | Négociant, Président du Tribunal de commerce de Saint-Quentin                                                                                 |
| 1839                                     | 1845         | M. Desjardins                     |                 | Notaire, conseiller municipal de Saint-Quentin                                                                                                |
| 1845                                     | 1848         | Auguste Foy-Lemercier (1791-1865) |                 | Membre du Tribunal de commerce, conseiller municipal de Saint-Quentin                                                                         |
|                                          |              |                                   |                 | |
| av.1876                                  | ?            | M. Derlet-Prévot                  |                 | Propriétaire à Saint-Quentin |
| av.1876                                  | ?            | M. Bobeuf                         |                 | Agriculteur à Marcy |
|                                          |              |                                   |                 | |
| 1907                                     | 1913         | Étienne Savatier                  |                 | Pâtissier, adjoint au maire de Saint-Quentin                                                                                                  |
| 1907                                     | 1921 (décès) | Charles Deschamps                 | SFIO            | Commerçant à Saint-Quentin, Président du Conseil d'arrondissement                                                                             |
| 1913                                     | 1931         | Eugène Tricoteaux                 | SFIO            | Ouvrier coiffeur puis représentant de commerce, maire de Saint-Quentin (1919-1933), député (1928-1933), Président du Conseil d'arrondissement |
| 1921                                     |              |                                   |                 | |
| 1925                                     | 1934         | Charles Mailliet (1882-1941)      | SFIO            | Négociant grainetier, conseiller municipal de Saint-Quentin (1919-1929 et 1935-1941)                                                          |
| 1931                                     | 1937         | Hector Petithomme                 | URD             | Médecin |
| décembre 1934                            | 1938 (décès) | Fernand Hollande (1876-1938)      | SFIO            | Docteur en médecine, conseiller municipal de Saint-Quentin                                                                                    |
| décembre 1938                            | 1940         | Marcel Bugain (1898-1949)         | SFIO            | Directeur d'école à Saint-Quentin, secrétaire départemental du SNI                                                                            |
| 1937                                     | 1940         | Lucien Macquart (1892-1962)       | SFIO            | Secrétaire du syndicat des ouvriers blanchisseurs, apprêteurs et teinturiers de Saint-Quentin                                                 |
| 1940                                     |              |                                   |                 | Les conseils d'arrondissement ont été suspendus par la loi du 12 octobre 1940 et n'ont jamais été réactivés                                   |
| Les données manquantes sont à compléter. |              |                                   |                 | |

## Composition
Le canton de Saint-Quentin groupait 16 communes et compterait 71 541 habitants (selon le recensement de 2008 de la population municipale des 3 cantons).
| Nom                       | Code Insee | Intercommunalité       | Population (dernière pop. légale) |
| ------------------------- | ---------- | ---------------------- | --------------------------------- |
| Saint-Quentin (chef-lieu) | 02691      | CA du Saint-Quentinois | 55 878 (2014)                     |
| Essigny-le-Petit          | 02288      | CA du Saint-Quentinois | 361 (2014)                        |
| Fieulaine                 | 02310      | CA du Saint-Quentinois | 277 (2014)                        |
| Fonsomme                  | 02319      | CA du Saint-Quentinois | 501 (2014)                        |
| Fontaine-Notre-Dame       | 02322      | CA du Saint-Quentinois | 400 (2014)                        |
| Gauchy                    | 02340      | CA du Saint-Quentinois | 5 343 (2014)                      |
| Harly                     | 02371      | CA du Saint-Quentinois | 1 661 (2014)                      |
| Homblières                | 02383      | CA du Saint-Quentinois | 1 492 (2014)                      |
| Lesdins                   | 02420      | CA du Saint-Quentinois | 831 (2014)                        |
| Marcy                     | 02459      | CA du Saint-Quentinois | 178 (2014)                        |
| Mesnil-Saint-Laurent      | 02481      | CA du Saint-Quentinois | 441 (2014)                        |
| Morcourt                  | 02525      | CA du Saint-Quentinois | 585 (2014)                        |
| Neuville-Saint-Amand      | 02549      | CA du Saint-Quentinois | 861 (2014)                        |
| Omissy                    | 02571      | CA du Saint-Quentinois | 707 (2014)                        |
| Remaucourt                | 02637      | CA du Saint-Quentinois | 309 (2014)                        |
| Rouvroy                   | 02659      | CA du Saint-Quentinois | 519 (2014)                        |

## Démographie
| 1962   | 1968   | 1975   | 1982   | 1990   | 1999    | 2006   | 2008   |
| ------ | ------ | ------ | ------ | ------ | ------- | ------ | ------ |
| 71 028 | 75 631 | 80 493 | 78 210 | 75 973 | 73 906, | 71 603 | 71 541 |